# 前田重熙
前田重熙（日语：／ Maeda Shigehiro，1729年8月18日—1753年5月10日），加賀藩第七代藩主。第五代藩主前田吉德的次子，母親是側室心從院 (於民之方‧鏑木氏）。幼名龜次郎、初名利安。他是第六代藩主前田宗辰的異母弟弟。未婚妻是水戶藩旁支松平賴恭之女長姫
。
在延享三年（1746年），他繼早逝的異母兄長前田宗辰成為藩主。官位是正四位下加賀守左近卫权少将。
這個時候，藩中受到前藩主前田吉德信賴而推行藩政改革的大槻傳藏，在吉德死後失去支持，而被判處驅逐到五箇山。
在寬延元年（1748年），藩中爆發了毒殺淨珠院未遂的事件。她是上任藩主前田宗辰的生母，現任藩主的養母。事件矛頭直指前田吉德三子前田利和和其母親真如院，說他們合謀希望除去掌握藩政實權的淨珠院。調查結果指真如院和大槻傳藏有私情，而利和是傳藏的兒子，而非吉德的兒子。結果同年9月12日大槻傳藏在發配住所自殺身亡，利和私生子身份的真偽莫辯。在史稱「加賀騷動」混亂中的寶曆三年(1753年)，前田重熙以25歲之齡逝世，藩主之位由異母弟前田重靖繼承。

## 家系
- 父：前田吉德
- 母：心從院 (於民之方‧鏑木氏）
- 未婚妻：松平賴恭之女長姫